# Keiji Tamada
Keiji Tamada (Chiba, 11. travnja 1980.) bivši je japanski nogometaš.

## Reprezentativna karijera
Za japansku reprezentaciju igrao je od 2004. do 2010. godine. Za japansku reprezentaciju odigrao je 72 utakmica postigavši 16 pogodaka.
S japanskom reprezentacijom Keiji Tamada je igrao na dva svjetska prvenstva (2006. i 2010.) dok je 2004. s Japanom osvojio AFC Azijski kup.

## Statistika
| Japan  | Japan | Japan |
| Godina | Nas.  | Gol.  |
| ------ | ----- | ----- |
| 2004   | 18    | 5     |
| 2005   | 16    | 2     |
| 2006   | 7     | 2     |
| 2007   | 0     | 0     |
| 2008   | 12    | 4     |
| 2009   | 10    | 1     |
| 2010   | 9     | 2     |
| Ukupno | 72    | 16    |

## Vanjske poveznice
- National Football Teams
- Japan National Football Team Database